# Eric Boschman
Pour les articles homonymes, voir Boschman.
Eric Boschman est un sommelier belge, né le 25 août 1964. Titulaire de nombreuses distinctions, dont celle de meilleur sommelier de Belgique en 1988, il est aujourd'hui une personne de référence dans l'univers du vin en Belgique, en déclinant sa passion à travers les médias (presse écrite, radio et télévisée) et par l'organisation d'événements.

## Parcours
Eric Boschman vit dès son enfance dans l'univers de la gastronomie. En effet, ses grands-parents, Charles et Claire ont ouvert le Luxembourg en 1948[réf. nécessaire], à Charleroi, en Belgique. Ses parents, Jacques Boschman et Claudine Fabre, après avoir créé le Roi des Belges, à Anderlues, ont ouvert un établissement, le Grand Ryeu, à Grandrieu, alors qu'Eric avait dix ans. Après ses études au lycée de Beaumont et à l'école hôtelière de Namur, il parfait sa formation à Strasbourg durant un an. Ensuite, de retour en Belgique, il commence sa carrière en tant que commis au Barbizon. Il rejoint ensuite Chez Romeyer, puis Chez Bruneau et l'Oasis ; en 1990 il devient le sommelier et responsable de salle de la Manufacture à Bruxelles.
En 1992, il ouvre, en compagnie d'Alain Coumont, le restaurant Le pain et le vin. En 2000, à la suite d'un accident de voiture, il quitte le restaurant pour fonder la FAWA (Food and wine academy) ainsi que C.I.A (Catering Intelligence Agency) en compagnie de Christelle Verheyden.
Ses activités principales s'orientent à présent vers le conseil et l'organisation d'événements, à travers le monde. Parallèlement, il mène une activité éditoriale et médiatique, accumulant les prestations télévisées, souvent sous la forme de conseils culinaires ou gastronomiques. Depuis 2016, ses activités sont reprises sous la coupole de la Société Klederka de Bruxelles.

## Sommelier
Grâce à Simon Decloux et André Leroy, Eric Boschman entre dans l'univers du vin et participe à divers concours. Il est sacré meilleur sommelier de Belgique en 1988. Son ambition est de raconter le vin. Il œuvre également comme consultant notamment pour l'Hôtel Yas Marina à Abou Dabi et le Club Méditerranée.

## Homme de médias
Eric Boschman collabore régulièrement, au titre d'expert gastronomique, avec divers médias. En presse écrite : La Dernière Heure (jusqu'en 2012), Moustique(depuis 2002), Femmes d'Aujourd'hui (depuis 2005), 50+ (depuis 2008), Miles (2012/2014), La Gazette Diplomatique (2014) et Le Soir (2012/2016) où il assure les dossiers spéciaux consacrés au vin et la rubrique « Les vins du soir ». En radio : Laissez-moi dormir (Bel RTL, 2008-2011), Faut qu'on en parle (Bel RTL depuis 2014) et Bientôt à table (La Première). En télévision : les émissions Père et Fils (années 1990), File moi ta recette (RTBF/Cuisine TV) en compagnie de Virginie Hocq, Sans Chichis où il porte le nom de Monsieur Œnophile. Depuis 2014, il était le chroniqueur « boissons » de l'émission de la RTBF la Deux : Un Gars Un Chef. Il est, depuis septembre 2016, Chroniqueur dans l'émission de RTL TVI « ça se discute ». En radio encore on peut le retrouver chaque samedi de 10h00 à 12h00 sur BEL-RTL dans les bons vivants en compagnie de Vincent Maréchal et Julien Lapraille.

## Homme de scène
Depuis 2014, Eric Boschman a ajouté une nouvelle corde à son arc en montant sur scène avec son propre wine-man-show. Le spectacle, intitulé Ni dieux ni maîtres mais du rouge a été présenté au Théâtre Le Public à Bruxelles et a été joué durant le festival d'Avignon dans le Off en 2015. Il a aussi été joué au festival d'Uzès, BelUzès en 2016. Son deuxième spectacle Parfaite(s) allie à la fois l'intimité, l'émotion et le rire doux-amer de la vie amoureuse... Un spectacle avec Isabelle D. et Charles Loos. Septembre 2018, il lance son troisième spectacle L'Âge de Bière, un show autour de la bière belge, de ses spécificités et de ses histoires, mêlant délires verbaux, jeux de mots scabreux mais toujours depuis un angle décalé, tranchant et ironique. En 2022,  un nouveau show entre en scène « ça va saigner si vous bouffez ça ». Cette fois-ci, ni vin ni bière, mais bien un spectacle qui parle de bouffe. De celle qu’on aime. De malbouffe. Tout le reste c’est pour faire parler. À voir entre amis mais surtout en famille.

## Distinctions
- 1982 : Maître fromager SOPEXA.
- 1988 : meilleur maître d'hôtel de Belgique.
- 1989 : Maître Sommelier des vins de France à la SOPEXA.
- 1988 : meilleur sommelier de Belgique (Guilde sommelier de Belgique).
- 1990 : Trophée Ruinart pour la Belgique.
- 1990 : semi-finaliste du Trophée Ruinart Europe.
- 1992 : semi-finaliste championnat du Monde des sommeliers ASI (Brésil).
- 1994 : première année Master of Wine.
- 2008 : 4e et finaliste au championnat du monde Sommelier Habanos à Cuba.
- 2008 : premier prix Lanson-Fijev de la presse belge du vin[6].
- 2010 : 5e et finaliste au championnat du monde Sommelier Habanos à Cuba[7].
- 2016 : Officier dans l'Ordre du Mérite National de la république française
- 2016 : Wine Personality of the year par Vino !
- 2017- 2024 : ambassadeur APAQ-W pour la promotions des produits wallons